# Henryk Czyż (agronom)
Henryk Czyż (ur. 2 kwietnia 1951 w Grzmiącej, zm. 4 kwietnia 2018 w Szczecinie) – polski profesor nauk rolniczych w zakresie agronomii, uprawy roślin i łąkarstwa, nauczyciel akademicki

## Życiorys
Henryk Czyż ukończył studia na Wydziale Rolniczym Akademii Rolniczej w Szczecinie w 1974 z dyplomem magistra inżyniera rolnictwa. Bezpośrednio po studiach został zatrudniony jako nauczyciel akademicki na macierzystym wydziale, gdzie przeszedł przez wszystkie szczeble kariery akademickiej (asystent stażysta, asystent, starszy asystent, adiunkt, profesor nadzwyczajny, profesor zwyczajny). Stopień doktora nauk rolniczych otrzymał w 1983, doktora habilitowanego – w 1992, a tytuł profesora nauk rolniczych – w 2001.
Przez 20 lat pełnił funkcję kierownika Katedry Łąkarstwa (1993–2013). Przez kilka kadencji był prodziekanem Wydziału Kształtowania Środowiska i Rolnictwa (1993–1999, 2002–2005 i 2005–2008). Był członkiem Wydziałowej Komisji Dydaktycznej, Senackiej Komisji ds. Kształcenia, przewodniczącym Komisji ds. opiniowania tematów prac doktorskich i habilitacyjnych w zakresie dyscypliny naukowej agronomia, a także koordynatorem Rolniczej Stacji Doświadczalnej Lipki w Lipniku k. Stargardu (1993–2018).
Został pochowany 10 kwietnia 2018 na Cmentarzu Centralnym w Szczecinie (kw. 11B/13/4A.

## Praca naukowo-dydaktyczna
Henryk Czyż prowadził badania naukowe dotyczące produkcji pasz na gruntach ornych oraz doskonalenia agrotechniki roślin strączkowych uprawianych na nasiona. Po objęciu kierownictwa Katedry Łąkarstwa zajął się badaniem wpływu warunków siedliskowych i zabiegów agrotechnicznych na skład florystyczny, plonowanie i skład chemiczny runi łąkowej, doskonaleniem produkcji nasion traw na glebach lekkich, wykorzystaniem użytków zielonych w kształtowaniu i ochronie środowiska. Profesor Czyż opublikował 270 prac, w tym 140 oryginalnych prac twórczych i 35 dydaktycznych; opracował nowatorską koncepcję praktyk zawodowych studentów. Wypromował 4 doktorów, kilkudziesięciu magistrów i inżynierów, recenzował 10 prac  doktorskich.
Henryk Czyż należał do Polskiego Towarzystwa Nauk Agrotechnicznych, Polskiego Towarzystwa Gleboznawczego, Międzynarodowej Unii Towarzystw Gleboznawczych, był przewodniczącym Szczecińskiego Oddziału Polskiego Towarzystwa Łąkarskiego, a także członkiem Komitetu Naukowego Wydawnictwa PTŁ „Łąkarstwo w Polsce”.

## Wybrane publikacje
- Influence of the Odra river flooding on the floristic  composition of  meadows  located  within  the  German-Polish National Park. Zesz. Nauk. AR Szczecin 1997, 180, Rol. 67, (wsp. G. Schalitz, M. Trzaskoś)[8]
- Monografia historyczno-przyrodnicza Górzycy i okolic (red.). Górzyca 2000[8]
- Kształtowanie się zbiorowisk roślinnych na Wyspie Chrząszczewskiej w warunkach oddziaływania wód słonych. „Acta Agrophys.” 2003, 1, 1, s. 69-75 (wsp. Maria Trzaskoś, Joanna Szydłowska, Ryszard Malinowski)[9]
- Charakterystyka zbiorowisk roślinnych w obrębie polderu Cedyńskiego Parku Krajobrazowego. „Woda– Środowisko–Obszary Wiejskie” 2004, 4, 2a, 11, s. 303-320 (wsp. Ryszard Malinowski, Edward Niedźwiecki, Maria Trzaskoś)[10]
- Skrypt do ćwiczeń z łąkarstwa. Wydaw. Akademii Rolniczej w Szczecinie 2008, 154 ss. ISBN 978-83-7317-042-1 (wsp. Andrzej Gos, Maria Trzaskoś, Teodor Kitczak)[11]
- Użytkowe, przyrodnicze i energetyczne walory przymorskich użytków zielonych. „Rocz. Ochrona Środ.” 2011, 13, s. 1055-1068 (wsp. Teodor Kitczak, Adrian Sarnowski, Mariusz Karasiuk)[12]
- Wpływ sposobu i terminu stosowania osadów komunalnych na skład chemiczny gleby i runi trawników. „Rocz. Ochrona Środ.” 2010 (wsp. Teodor Kitczak, Anna Kiepas-Kokot)[13]
- The response of Festulolium brauni (K. Richter) A. Camus to the amount of seeds sown and the level of nitrogen fertilisation in cultivation for seeds. „Folia Pomer. Univ. Technol. Stetin.”, Agric. Aliment. Pisc. Zootech. 2015, 316(33)1, s. 33–40 (wsp. Teodor Kitczak)[14]

## Odznaczenia i nagrody[1]
- Srebrny Krzyż Zasługi (1998)
- Medal Komisji Edukacji Narodowej (1995)
- Odznaka honorowa „Zasłużony dla Rolnictwa” (1995)
- Medal „Zasłużony dla Akademii Rolniczej w Szczecinie” (1999)
- Medal Złoty za Długoletnią Służbę (2014)
- nagrody rektora AR/ZUT w Szczecinie